# HMS Bredskär (59)
HMS Bredskär, av Arholma-klass är som andra svenska minsvepare uppkallad efter en fyrplats. Fartyget var av stål och drevs med två ångturbiner. Tjänstgjorde i början av 1950-talet som stödfartyg för Nordsjöfisket vid Island. Efter utrangeringen 1966 användes hon som målfartyg och sänktes.

## Utlandsresa

### 1950
Gick till Europa. Med på resan var även flygplanskryssaren HMS Gotland och minsveparna HMS Kullen, HMS Arholma och HMS Bremön.
Färdväg
1. Karlskrona Avseglade 2 maj 1950
2. Göteborg Avseglade 22 maj 1950
3. Belfast, Irland Anlöpte 26 maj 1950, avseglade 28 maj 1950
4. Brest, Frankrike Anlöpte 2 juni 1950, avseglade 4 juni 1950
5. Rotterdam, Nederländerna Anlöpte 9 juni 1950, avseglade 11 juni 1950
6. Göteborg Anlöpte 14 juni 1950